# Björn Gunnlaugsson

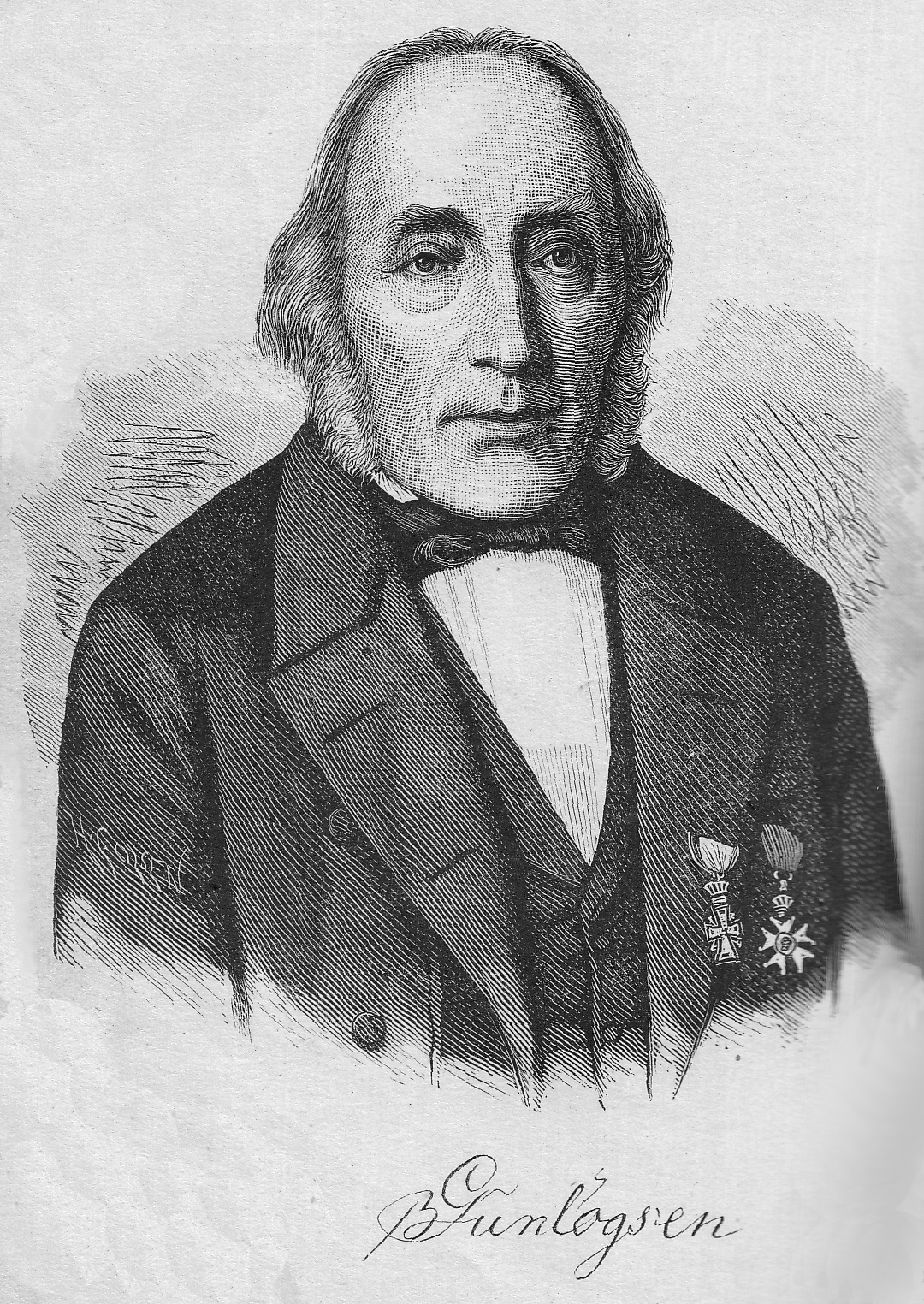
Björn Gunnlaugsson

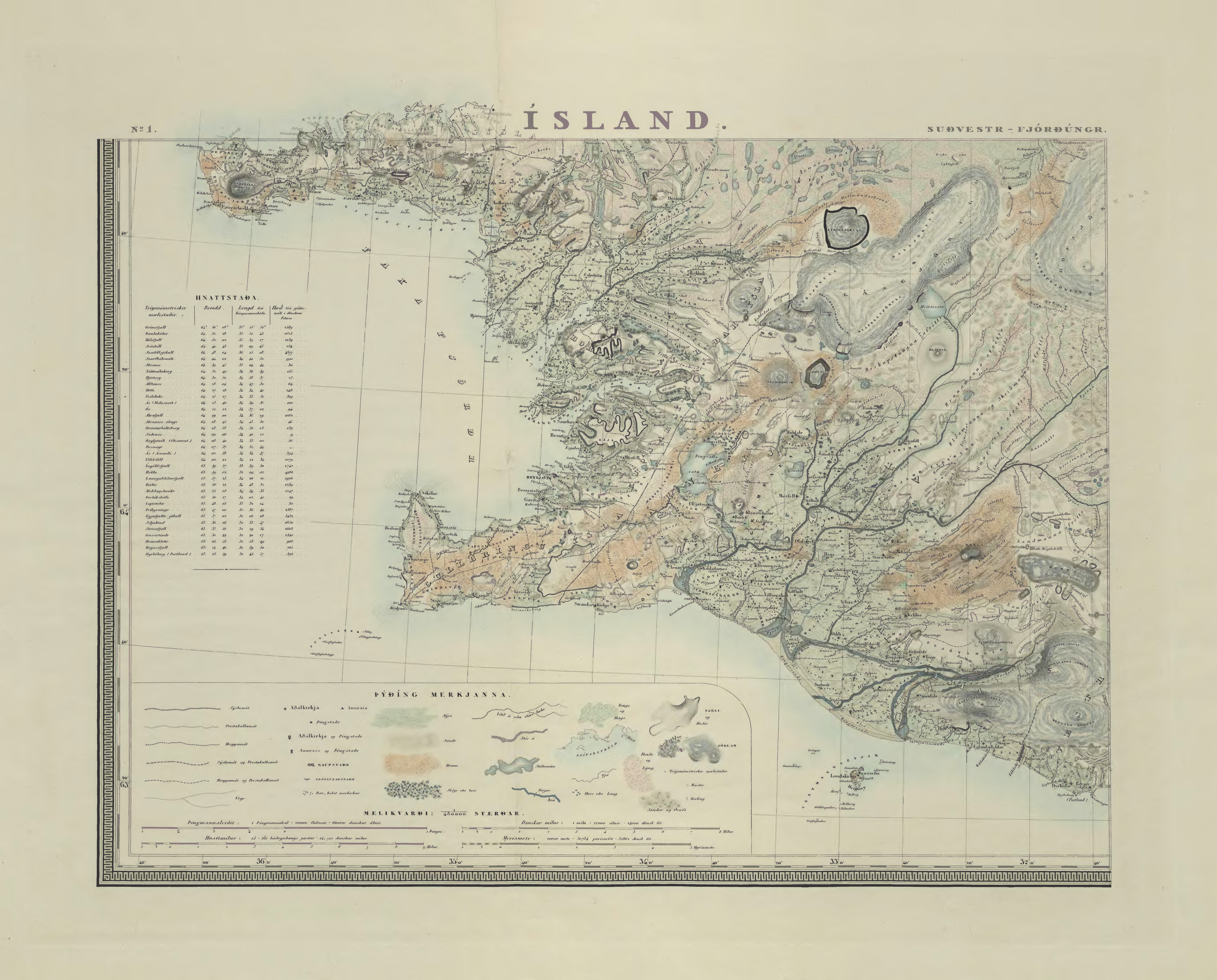
Der Südwesten Islands auf einem der vier Kartenblätter Björn Gunnlaugssons

Björn Gunnlaugsson (* 25. September 1788 auf dem Hof Tannstaðir; † 17. März 1876 in Reykjavík) war ein isländischer Kartograf, der die erste vollständige Karte seiner Heimatinsel anfertigte.
Björn Gunnlaugsson bereiste im Auftrag der Literarischen Gesellschaft Islands (Hið íslenska bókmenntafélag) von 1831 bis 1843 Island, die Ergebnisse seiner Arbeit wurden als topografische Karte auf vier Blättern mit einem Maßstab von 1:480.000 veröffentlicht. Als Zeitpunkt wird oft 1844 angegeben, wahrscheinlich wurden die Karten aber nicht vor 1848 fertiggestellt. 1849 folgte eine kleinere Ausgabe der Karte mit einem Maßstab von 1:960.000.